# Alte Maße und Gewichte (Frankreich)
In Frankreich wurden vor ihrer endgültigen Abschaffung zu Gunsten des metrischen Systems zahlreiche Maße und Gewichte verwendet. Auch die frühe Entwicklung des metrischen Systems selbst ist eng mit der Entwicklung des Einheitensystems in Frankreich verbunden. Vor der Französischen Revolution verwendete man in Frankreich eine Vielzahl von Maßen und Gewichten, die viele Ähnlichkeiten zu den historischen Maßeinheiten der angrenzenden Länder teilten und noch heute in den Einheiten des angloamerikanischen Maßsystem fortbestehen. Die Einführung des metrischen Maßsystems stellte einen radikalen Bruch mit den zuvor verwendeten Einheiten dar, sodass sie nur langsam und gegen großen Widerstand verlief. Zahlreiche traditionelle Einheiten wurden auf Basis des metrischen Systems neu definiert und somit war auch die Geschichte der speziell französischen Einheiten nicht mit der Erfindung der metrischen Einheiten zu Ende. Die Entwicklung der in Frankreich verwendeten Einheiten war danach eng mit der des metrischen Systems verknüpft.

## Vor der Metrisierung
Anders als Großbritannien schaffte es die französische Regierung vor der Französischen Revolution nie, die im Land verwendeten Maße und Gewichte zu vereinheitlichen.
Viele der Einheiten und ihre Beziehungen stammten ursprünglich von den römischen Maßeinheiten ab, wurden mit der Zeit aber abgewandelt und durch zahlreiche weitere Einheiten ergänzt. Dies führte zu einer Situation, in der in jeder Stadt und in teilweise auch verschiedenen Gewerben eigene Maßsysteme verwendet wurden und für gebräuchliche Einheiten sehr unterschiedliche Definitionen anzutreffen waren. So lag die lieue zwischen 3,268 km in Beauce und 5,849 km in der Provence.
Dennoch gab es auch gewisse Standards, wie pied du roi (Königlicher Fuß), die insbesondere bei Wissenschaftlern in ganz Europa Verbreitung fanden. So verwendete Coulomb den pied du roi in seinen Manuskripten. Isaac Newton benutzte den Pariser Fuß in seiner Philosophiae Naturalis Principia Mathematica. Die Pariser Linie wurde im 17. bis 19. Jahrhundert europaweit als Referenzeinheit verwendet. Im Folgenden wird daher dieser Standard beschrieben.
Da auch die metrischen Einheiten zu praktischen Zwecken in Referenz zu dem zuvor gebrauchten Standard definiert wurden, lässt sich die Umrechnung meist exakt angeben ohne Rückgriff auf die empirische Bestimmung der Längenstandards. In der Praxis waren die Standards aber nicht so genau definiert, wie die Tabellen vermuten lassen.

### Längen
Werte von 1799, nachdem der Meter zu einer Länge von exakt 443,296 Pariser Linien definiert wurde.
Vorher unterlagen alle Maße nicht unerheblichen Variationen.
| ligne          | Linie           | 1/12 pouce       | 31.250⁄13.853 mm | ≈ 2,256 mm                                  |
| pouce          | Zoll            | 1/12 pied        | 375⁄13.853 m     | ≈ 2,707 cm (Pariser Zoll)                   |
| pied           | Fuß             |                  | 4500⁄13.853 m    | ≈ 32,48 cm (Pariser pied de roi: Königsfuß) |
| toise          | Klafter         | 6 pieds          | 27.000⁄13.853 m  | ≈ 1,949 m, Karl der Große (um 790)          |
| perche         | Rute            | 22 pieds         | 99.000⁄13.853 m  | ≈ 7,146 m                                   |
| lieue de poste | Postleuge       | 2000 toises      | 54.000⁄13.853 km | ≈ 3,898 km                                  |
| lieue métrique | metrische Leuge |                  | 4 km             |                                             |
| lieue commune  | Landleuge       | 1/25 Äquatorgrad |                  | ≈ 4,452 km                                  |
| lieue marine   |                 |                  |                  |                                             |

### Flächen
| 1 pouce carré  |                     | = 375×375⁄13.853×13.853 m²         | = 140.625⁄191.905.609 m²            | ≈ 7,3278 cm²      |
| 1 pied carré   | = 144 pouces carré  | = 4500×4500⁄13.853×13.853 m²       | = 20.250.000⁄191.905.609 m²         | ≈ 10,5521 dm²     |
| 1 toise carré  | = 36 pieds carré    | = 27.000×27.000⁄13.853×13.853 m²   | = 729.000.000⁄191.905.609 m²        | ≈ 3,7987 m²       |
| 1 perche carré | = 484 pieds carré   | = 99.000×99.000⁄13.853×13.853 m²   | = 9.801.000.000⁄191.905.609 m²      | ≈ 51,0720 m²      |
| 1 verge        | = 25 perches carré  | = 495.000×495.000⁄13.853×13.853 m² | = 245.025.000.000⁄191.905.609 m²    | ≈ 12,7680 Ar      |
| 1 acre         | = 100 perches carré | = 990.000×990.000⁄13.853×13.853 m² | = 98.010.000.000.000⁄191.905.609 m² | ≈ 0,510720 Hektar |

### Volumen
| 1 pouce cube (Pariser Kubikzoll) |                                                       | = 375×375×375⁄13.853×13.853×13.853 m³          | = 52.734.375⁄2.658.468.401.477 m³         | ≈ 19,837 cm³          |
| 1 litron                         | = 40 pouces cube                                      | = 40×375×375×375⁄13.853×13.853×13.853 m³       | = 2.109.375.000⁄2.658.468.401.477 m³      | ≈ 0,793 Liter         |
| 1 quart                          | = 4 litrons                                           | = 160×375×375×375⁄13.853×13.853×13.853 m³      | = 8.437.500.000⁄2.658.468.401.477 m³      | ≈ 3,174 Liter         |
| 1 boisseau                       | = 4 quarts = 16 litrons                               | = 640×375×375×375⁄13.853×13.853×13.853 m³      | = 33.750.000.000⁄2.658.468.401.477 m³     | ≈ 12,695 Liter        |
| 1 setier                         | = 12 boisseaux = 192 litrons; = 16 Pognous (bei Wein) | = 7680×375×375×375⁄13.853×13.853×13.853 m³     | = 405.000.000.000⁄2.658.468.401.477 m³    | ≈ 152,343 Liter       |
|                                  |                                                       |                                                |                                           |                       |
| 1 pinte                          | = 48 pouces cube = 1⁄36 pied cube                     | = 48×375×375×375⁄13.853×13.853×13.853 m³       | = 2.531.250.000⁄2.658.468.401.477 m³      | ≈ 0,952 Liter         |
| 1 pied cube (Pariser Kubikfuß)   | = 1728 pouces cube                                    | = 4500×4500×4500⁄13.853×13.853×13.853 m³       | = 91.125.000.000⁄2.658.468.401.477 m³     | ≈ 34,277 Liter        |
| 1 pipe                           | = 12 pieds cube                                       | = 12×4500×4500×4500⁄13.853×13.853×13.853 m³    | = 1.093.500.000.000⁄2.658.468.401.477 m³  | ≈ 411,327 Liter       |
| 1 toise cube                     | = 18 pipes = 216 pieds cube                           | = 27.000×27.000×27.000⁄13.853×13.853×13.853 m³ | = 19.683.000.000.000⁄2.658.468.401.477 m³ | ≈ 7,403887 Kubikmeter |

### Gewicht
Das französische Pfund geht wohl auf das karolingische Pfund zurück. Eigentlich sollte es genau zwölf Zehntel Karlspfund betragen.
| Name der Einheit (Französischer Name) | Verhältnis zum Pfund | Verhältnis zur Unze | Verhältnis zum Denar | Verhältnis zur Prime  | in Gramm (gerundet) |
| Prime                                 | 24-2 × 384-1         | 24-3                | 24-2                 | 1                     | 2,213 1 mg          |
| Gran (grain)                          | 24-1 × 384-1         | 24-2                | 24-1                 | 24                    | 53,114 8 mg         |
| Denar (denier)                        | 384-1                | 24-1                | 1                    | 576                   | 1,274 8 g           |
| Gros                                  | 128-1                | 8-1                 | 3                    | 1728                  | 3,824 3 g           |
| Unze (once)                           | 16-1                 | 1                   | 24                   | 8 × 1728              | 30,594 1 g          |
| Mark (marc)                           | 2-1                  | 8                   | 8 × 24               | 64 × 1728             | 244,752 9 g         |
| Pfund (livre)                         | 1                    | 16                  | 16 × 24              | 128 × 1728            | 489,505 8 g         |
| Zentner (quintal)                     | 100                  | 100 × 16            | 100 × 16 × 24        | 100 × 128 × 1728      | 48,950 6 kg         |
| Tonne (tonneau)                       | 20 × 100             | 20 × 100 × 16       | 20 × 100 × 16 × 24   | 20 × 100 × 128 × 1728 | 979,011 7 kg        |

Das Pfund der poids-de-marc, so sein offizieller Name, betrug bei seiner Ersetzung durch das Dezimalsystem Ende des 18. Jahrhunderts 921.600⁄1.882.715 Kilogramm, also etwa 489,5058466 g.

### Zählmaß
- 1 Douzaine = 12 Stück (Dutzend)
- 1 (petite) Grosse = 12 Douzaines = 144 Stück (Gros)
- 1 grande Grosse = 12 Grosses = 1728 Stück (Großes Gros)
- 1 Quinzaine = 15 Stück[5] (Mandel)
- 1 Cinquantaine = 50 Stück[5]

## Nach Einführung des Metrischen Systems
Durch Jean-Antoine Chaptal wurde nach der Revolution in Frankreich ab 1791 das metrische System entwickelt und am 15. November 1800 als système légal eingeführt. Dabei wurde die Länge des Urmeters mit exakt 443,296 Pariser Linien definiert. Um die Akzeptanz im Volk zu erhöhen, erlaubte Napoleons Dekret zur Einführung auch die Benutzung alter Namen mit metrischen Werten gleicher Größenordnung.
Das Präfix Myria für 10'000 wurde später abgeschafft. Ein Kubikmeter hieß ganz regulär stère (Ster) und für größere Flächen war die Basiseinheit das are (Ar) und nicht der Quadratmeter.

### 1800
| französisch | deutsch   | metrisch | metrisch   |
| ----------- | --------- | -------- | ---------- |
| trait       |           | 1 mm     | = 0,001 m  |
| doigt       |           | 1 cm     | = 0,01 m   |
| palme       | Handbreit | 1 dm     | = 0,1 m    |
| perche      | Rute      | 1 dam    | = 10 m     |
| mille       | Meile     | 1 km     | = 1000 m   |
| lieue       |           | 1 mam    | = 10.000 m |

| französisch  | deutsch      | metrisch | metrisch    |
| ------------ | ------------ | -------- | ----------- |
| metre carré  | Quadratmeter | 1 ca     | = 1 m²      |
| perche carré | Quadratrute  | 1 a      | = 100 m²    |
| arpent       |              | 1 ha     | = 10'000 m² |

| französisch      | deutsch       | metrisch      | metrisch      | metrisch      |
| Flüssigkeiten    | Flüssigkeiten | Flüssigkeiten | Flüssigkeiten | Flüssigkeiten |
| ---------------- | ------------- | ------------- | ------------- | ------------- |
| verre            |               |               | 1 dl          | = 0,1 l       |
| pinte            |               |               | 1 l           | = 1 dm³       |
| velte            |               |               | 1 dal         | = 10 l        |
| Feststoffe, Raum |               |               |               |               |
| boisseau         | Scheffel      | 1 cst         | = 1 dal       | = 0,01 m³     |
| setier, solive   |               | 1 dst         | = 1 hl        | = 0,1 m³      |
| muid             |               | 1 st          | = 1 kl        | = 1 m³        |

| französisch | deutsch          | metrisch | metrisch |
| ----------- | ---------------- | -------- | -------- |
| grain       | Gran             | 1 dg     | = 0,1 g  |
| denier      |                  | 1 g      | = 1 g    |
| gros        |                  | 1 dag    | = 10 g   |
| once        | Unze             | 1 hg     | = 100 g  |
| livre       | Pfund            | 1 kg     | = 1000 g |
| quintal     | (Doppel-)Zentner | 1 dt     | = 100 kg |
| millier     | Tonne            | 1 t      | = 1 Mg   |

### Système Usuel
Am 12. Februar 1812 wurden die dezimalen Gebrauchseinheiten um weitere ergänzt, die näher an den früheren Größen liegen, aber trotzdem einigermaßen runde metrische Werte haben. Dieses système usuel wurde am 8. Juli 1837 zum Jahreswechsel 1840 abgeschafft.
| französisch   | deutsch | metrisch |
| ------------- | ------- | -------- |
| ligne         | Linie   | 1/432 m  |
| pouce         | Zoll    | 1/36 m   |
| pied usuel    | Fuß     | 1/3 m    |
| aune usuelle  |         | 1,2 m    |
| toise usuelle |         | 2 m      |

| französisch    | deutsch  | metrisch |
| -------------- | -------- | -------- |
| chopine        |          | 500 ml   |
| litron usuel   | Liter    | 1 l      |
| pinte usuelle  |          | 1 l      |
| boisseau usuel | Scheffel | 12,5 l   |
| setier         |          | 1 hl     |

| französisch                   | deutsch |                              | metrisch  |
| ----------------------------- | ------- | ---------------------------- | --------- |
| scrupule                      | Skrupel |                              | ≈ 1,302 g |
| once                          | Unze    | 024 scrupules                | 031,25 g  |
| quarteron                     | Viertel | 096 scrupules = 4 onces      | 125 g     |
| livre usuelle (poids de marc) | Pfund   | 384 scrupules = 4 quarterons | 500 g     |